# Víctor Barrio
Víctor Barrio Hernanz (Grajera, 29 maggio 1987 – Teruel, 9 luglio 2016) è stato un torero spagnolo.

## Biografia
Debuttò per la prima volta come torero nel luglio 2008 senza l'uso dei picadores sui tori, per poi iniziare con essi a partire dal 2009 alla plaza de toros di Sepúlveda.
Il 9 luglio 2016, all'età di 29 anni, tenne il suo ultimo spettacolo alla plaza de toros di Teruel, quando fu incornato da un toro di oltre 500 kg, il cui corno, attraverso l'ascella, penetrò nel polmone destro causandogli la rottura dell'arteria aortica che gli provocò un'enorme perdita di sangue. Si tratta della prima morte di un torero in Spagna durante una corrida da più di 30 anni dalla morte dei toreri Francisco Rivera e Yiyo, avvenute rispettivamente nel 1984 e 1985.